# Federazione di rugby a 15 del Ghana
La Federazione di rugby a 15 del Ghana è l'organo che governa il Rugby a 15 nel Ghana.
Affiliata all'International Rugby Board, è inclusa fra le nazionali di terzo livello senza esperienze di Coppa del Mondo.